# Carreró de Sant Magí (Tarragona)
El Carreró de Sant Magí és una via pública de Tarragona protegida com a Bé Cultural d'Interès Local.

## Descripció
El nom del carreró es deu a la Capelleta de Sant Magí, que es al començament del carreró junt a la Plaça de Santiago Rusiñol, el trobem ja documentat al segle xvi.
Va ser tapat el segle xviii i el 1720 els veïns van fer que es tornès a obrir al públic, tancant-lo amb una reixa de ferro durant la nit.